# Klupathy Jenő
Klupathy Jenő (Kassa, 1861. október 21. – Budapest, 1931. március 2.) magyar fizikus, villamosmérnök, a Magyar Tudományos Akadémia levelező tagja. A fizika gyakorlati, műszaki alkalmazásának kimagasló alakja, a vetítőgépekben alkalmazható ívlámpa és a hangvezérelt elektromos távkapcsolás feltalálója, 1910 és 1921 között a Budapesti Tudományegyetem gyakorlati fizikai intézetének igazgatója volt.

## Életútja
Középiskoláját Kassán végezte el, majd 1876-tól 1880-ig a Budapesti Tudományegyetemen folytatott matematikai és természettudományi tanulmányokat. 1880-tól 1888-ig az egyetem Eötvös Loránd vezette kísérleti fizikai intézetében volt tanársegéd, ebben az időszakban szerezte meg fizika–matematika szakos tanári (1881) és bölcsészdoktori oklevelét (1885). 1885–1886-ban egy-egy féléven keresztül a berlini Frigyes Vilmos Egyetemen, illetve a Würzburgi Egyetemen képezte tovább magát. 1888-ban a Budapesti Tudományegyetemen magántanári képesítést szerzett a természettan tárgyköréből. 1888-tól 1903-ig egyetemi oktatótevékenységével párhuzamosan a VII. Kerületi Állami Főgimnáziumban is tanított. Közben 1891-ben a párizsi Sorbonne-on folytatott tanulmányokat, 1894–1895-ben pedig – Eötvös Loránd vallás- és közoktatási miniszteri kinevezésével – a fővárosi egyetemen a kísérleti fizika helyettes tanára volt. 1896–1897-ben tanulmányúton járt Angliában, Franciaországban és Olaszországban.
1903-ban nevezték ki a Budapesti Tudományegyetemen az akkor szervezett gyakorlati fizikai tanszék első nyilvános rendkívüli tanárává, egyidejűleg 1910-től az általa alapított egyetemi gyakorlati fizikai intézet igazgatói feladatait is ellátta. 1908-tól 1921-ig nyilvános rendes tanári címmel oktatott és kutatott az egyetemi tanszéken és intézetében. Súlyos betegsége miatt 1912 után a tudományos közélettől és a tudomány-népszerűsítő munkától egyaránt visszavonult.

## Munkássága
Kutatói pályája elején a kísérleti fizika vonzotta. Számottevő eredményeket ért el a folyadékok szilárdságára, felületi feszültségére vonatkozó kutatásai során. Vizes sóoldatokon végzett vizsgálataival bizonyította az Eötvös-törvényt, amely kimondja, hogy a folyadékok felületi feszültsége a hőmérséklet növekedésével csökken.
Később tudományos érdeklődése elsősorban a fizika gyakorlati alkalmazására irányult, munkássága sok vonatkozásban rokonítható az alkalmazott műszaki diszciplínák, a villamosmérnöki tudományok kutatási területével. 1895-ben továbbfejlesztette, s vetítésre alkalmassá tette az elektromos ívlámpát: a szénelektródok közel vízszintes elrendezésével elérte, hogy a szén fogyásával is állandó maradjon a fényforrásnak az optikai tengelyhez viszonyított helyzete. 1895–1896-ban ő készítette Magyarországon az első röntgenfelvételeket (egyebek mellett mentora, Eötvös Loránd kezéről).
Az 1900-as években behatóan tanulmányozta a szikrakisülést előidéző szikrainduktorokhoz alkalmazott Wehnelt-féle elektrolitos árammegszakító (korabeli kifejezéssel áramszaggató) működési elvét, s kimutatta az átfolyó elektromos áram előidézte Peltier-jelenséget. Ennek lényege, hogy az áramkörben a különböző anyagokból készült elektromos vezetők érintkezési pontján az áram irányától függően a hőmérséklet nő, avagy csökken. 1907-ben a katód felé áramló elektronok törvényszerűségeit vizsgálva ő állapította meg a katódsugárzásnak a mágneses mezőre gyakorolt hatását. További jelentős találmánya volt a hanggal történő elektromos távkapcsolás, amelyet Berger Krisztiánnal együtt 1908-ban szabadalmaztattak, s ennek gyakorlati hasznosítására jött létre 1912-ben az amerikai egyesült államokbeli Albanyben a Submarine Wireless Company.
Két kötete mellett számos szakcikke jelent meg – főleg a Matematikai és Természettudományi Értesítő, a Mathematikai és Physikai Lapok, valamint a Természettudományi Közlöny című folyóiratokban –, emellett széles körű tudomány-népszerűsítő munkát végzett. Egyik kezdeményezője volt az Uránia Magyar Tudományos Egyesületet megalapításának, amelynek 1898-tól első főtitkára lett. A következő évben, 1900-ban kezdte meg működését az egyesület keretén belül az Uránia Tudományos Színház, 1900 és 1909 között pedig Klupathy Szász Károllyal együtt az Uránia című tudományos ismeretterjesztő folyóirat alapító szerkesztője volt. Maga is számos közleményt írt például a katódsugarakról, az induktorokról, a drót nélküli távíróról, a villamos vasútról, a léghajózásról.
Az ifjúság testi és szellemi nevelésének aktív szószólója volt. Szervezőmunkájának köszönhetően alakult meg 1898-ban a Budapesti Egyetemi Athleticai Club (BEAC), amelynek 1912-ig tanárelnöke volt.

## Társasági tagságai és elismerései
Tudományos érdemei elismeréseként 1908-tól a Magyar Tudományos Akadémia levelező tagja volt, emellett a Francia Fizikai Társaság (Société française de physique) és a Német Fizikai Társaság (Deutsche Physikalische Gesellschaft) rendes tagjai sorába tartozott. 1891-től a Mathematikai és Physikai Társulat alapító tagja volt.

## Főbb művei
- A folyadékok közötti válaszfelületek feszültségéről. in: Matematikai és Természettudományi Értesítő 1885.
- Vezérfonal az elektromosság és mágnesség tanához. Budapest, 1890.
- Új szerkezetű villamos vetítőlámpa. in: Mathematikai és Physikai Lapok 1896.
- Kathodsugarak nem homogen és forgó mágnesi térben. in: Matematikai és Természettudományi Értesítő 1899.
- Adatok a Wehnelt-megszakító magyarázatához. in: Matematikai és Természettudományi Értesítő 1902.
- Észlelő-könyv a budapesti Fiz. intézet laboratóriumi gyakorlataihoz I–II. Budapest, 1904–1905.
- A kathodsugarak mágnesi hatása. in: Mathematikai és Physikai Lapok 1907.
- A folyadékok szilárdságáról. in: Matematikai és Természettudományi Értesítő 1909.
- A víz szilárdságáról. in: Matematikai és Természettudományi Értesítő 1910.
- Physikai mérések I. Budapest, 1912.

## További irodalom
- Rybár István: Beszéd Klupathy Jenő ravatalánál. in: Akadémiai Értesítő 1931.